# Elecciones generales de Zimbabue de 2023
Las elecciones generales se realizaron en Zimbabue el 23 de agosto de 2023, para elegir al presidente, los legisladores y los consejeros.  La carrera principal para el cargo presidencial fue entre dos candidatos de origen karanga que son Emmerson Dambudzo Mnangagwa de ZANU-PF y Nelson Chamisa de CCC. Las listas de votantes para las elecciones aumentaron a 6,5 millones, frente a los 5,8 millones de 2018.

## Sistema electoral
El presidente de Zimbabue es elegido mediante el sistema de dos vueltas.
Los 270 miembros de la Asamblea Nacional consisten en 210 miembros elegidos en distritos uninominales y 60 mujeres elegidas por representación proporcional en diez distritos electorales de seis escaños basados en las provincias del país. Los votantes emiten un solo voto, que se cuenta para ambas formas de elección.  Los 80 miembros del Senado incluyen 60 miembros elegidos de diez distritos electorales de seis miembros (también basados en las provincias) por representación proporcional utilizando listas de partidos; las listas deben tener una mujer en la parte superior y alternar entre hombres y mujeres. Los otros 20 escaños incluyen dos reservados para personas con discapacidad y 18 para jefes tradicionales.

## Resultados

### Elecciones presidenciales
|                           | Emmerson Mnangagwa        | ZANU-PF                   | 2 350 711 | 52,60 |  |  |  |  |  |
|                           | Nelson Chamisa            | CCC                       | 1 967 343 | 44,03 |  |  |  |  |  |
|                           | Wilbert Mubaiwa           | NPC                       | 53 517    | 1,20  |  |  |  |  |  |
|                           | Douglas Mwonzora          | MDC-T                     | 28 883    | 0,65  |  |  |  |  |  |
|                           | Joseph Makamba Busha      | FZC                       | 18 816    | 0,42  |  |  |  |  |  |
|                           | Blessing Kasiyamhuru      | ZIPP                      | 13 060    | 0,29  |  |  |  |  |  |
|                           | Tapiwa Trust Chikohora    | ZCPD                      | 10 230    | 0,23  |  |  |  |  |  |
|                           | Harry Peter Wilson        | DOP                       | 6743      | 0,15  |  |  |  |  |  |
|                           | Henry Gwinyai Muzorewa    | UANC                      | 7053      | 0,16  |  |  |  |  |  |
|                           | Elizabeth Valerio         | UZA                       | 6989      | 0,16  |  |  |  |  |  |
|                           | Lovemore Madhuku          | NCA                       | 5323      | 0,12  |  |  |  |  |  |
|                           |                           |                           |           |       |  |  |  |  |  |
| Votos válidos             | Votos válidos             | Votos válidos             | 4 468 668 | 97,97 |  |  |  |  |  |
| Votos blancos y nulos     | Votos blancos y nulos     | Votos blancos y nulos     | 92 553    | 2,03  |  |  |  |  |  |
| Total                     | Total                     | Total                     | 4 561 221 | 100   |  |  |  |  |  |
| Abstención                | Abstención                | Abstención                | 2 062 290 | 31,14 |  |  |  |  |  |
| Inscritos / participación | Inscritos / participación | Inscritos / participación | 6 623 511 | 68,86 |  |  |  |  |  |

### Elecciones parlamentarias

#### Asamblea Nacional
| Partido                                                           | Escaños   | Escaños | Escaños | Total | +/-   |
| Partido                                                           | Distritos | Mujeres | Jóvenes | Total | +/-   |
| ----------------------------------------------------------------- | --------- | ------- | ------- | ----- | ----- |
| Unión Nacional Africana de Zimbabue - Frente Patriótico (ZANU-PF) | 136       | 33      | 7       | 176   | -3    |
| Coalición de Ciudadanos por el Cambio (CCC)                       | 73        | 27      | 3       | 103   | Nuevo |
| Escaños vacantes                                                  | 1         | -       | -       | 1     | -     |
| Total                                                             | 210       | 60      | 10      | 280   |       |

#### Senado
| Partido                                                           | Escaños | +/-   |
| ----------------------------------------------------------------- | ------- | ----- |
| Unión Nacional Africana de Zimbabue - Frente Patriótico (ZANU-PF) | 33      | -1    |
| Coalición de Ciudadanos por el Cambio (CCC)                       | 27      | Nuevo |
| Jefes tribales                                                    | 18      | -     |
| Discapacitados                                                    | 2       | -     |
| Total                                                             | 80      |       |